# Tribometer

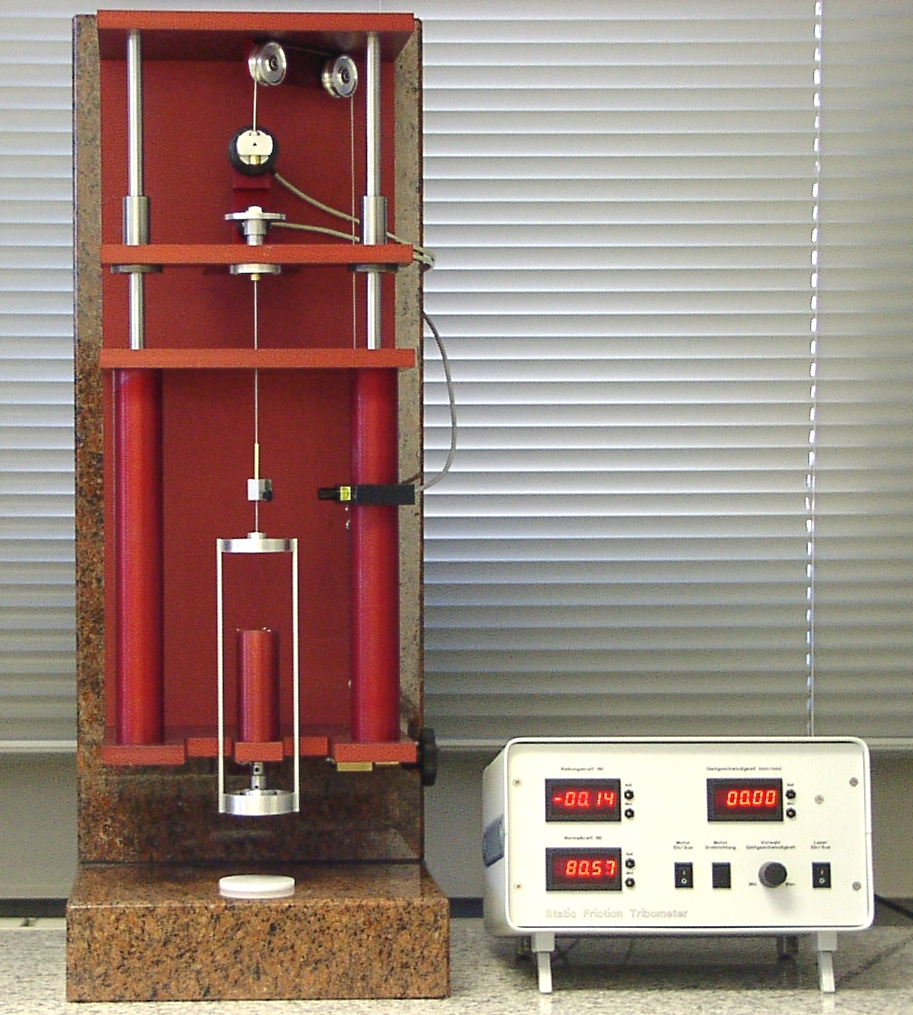
Tribometer för statisk friktion

Tribometer är en apparatur som genom olika kontakter (t.ex. boll på boll eller stång på skiva) simulerar olika idealiserade tribologiska förhållanden. Används till att beräkna friktionskoefficienter och livslängder på smörjmedel bland annat.